# 圣阿德里安德华罗斯
圣阿德里安德华罗斯，是西班牙卡斯蒂利亚-莱昂布尔戈斯省的一个市镇。总面积20平方公里，总人口48人（2001年），人口密度2人/平方公里。